# Gensac-sur-Garonne
Gensac-sur-Garonne (okzitanisch Gençac de Garona) ist eine französische Gemeinde mit 452 Einwohnern (Stand: 1. Januar 2022) im Département Haute-Garonne in der Region Okzitanien (vor 2016 Midi-Pyrénées). Sie gehört zum Arrondissement Muret und zum Kanton Auterive. Die Einwohner werden Gensacois genannt.

## Geographie
Gensac-sur-Garonne liegt etwa 28 Kilometer südsüdwestlich von Muret an der Garonne, die die Gemeinde im Nordwesten begrenzt. Umgeben wird Gensac-sur-Garonne von den Nachbargemeinden Saint-Julien-sur-Garonne im Norden, Rieux-Volvestre im Nordosten, Goutevernisse im Osten, Saint-Christaud im Süden sowie Cazères im Westen.

## Bevölkerungsentwicklung
| Jahr                       | 1962 | 1968 | 1975 | 1982 | 1990 | 1999 | 2010 | 2020 |
| Einwohner                  | 247  | 238  | 189  | 205  | 249  | 264  | 346  | 448  |
| Quellen: Cassini und INSEE |      |      |      |      |      |      |      |      |

## Sehenswürdigkeiten
- Kirche Notre-Dame
- Schloss Gensac aus dem 18. Jahrhundert

## Gemeindepartnerschaft
Mit der spanischen Gemeinde Castejón del Puente in der Provinz Huesca (Aragon) besteht seit 2010 eine Gemeindepartnerschaft.